# Alim Khan

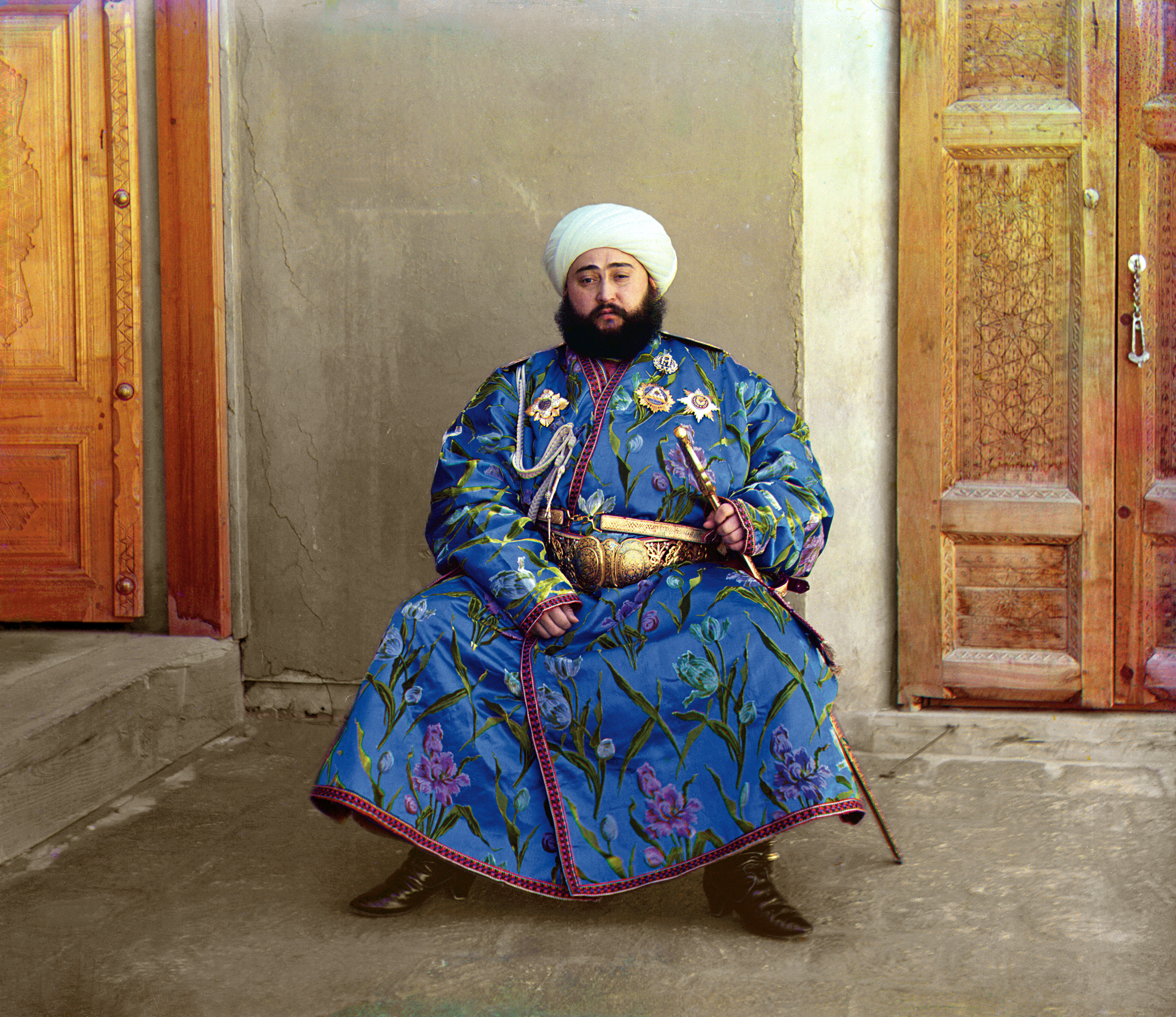
Alim Khan, aufgenommen 1911 von Prokudin-Gorski

Seyyid Mir Mohammed Alim Khan (persisch امیر عالم خان, usbekisch Said Mir Muhammad Olimxon; * 3. Januar 1880; † 28. April 1944 in Kabul) war bis zu seiner Vertreibung durch die Bolschewiki 1920 der letzte Emir des Emirats von Buchara.

## Leben
Der Spross der bis ins Jahr 1784 zurückreichenden Mangiten-Dynastie heiratete im April 1902 seine Cousine, die Tochter von Seyyid Akram Khan und hatte mit ihr zwei Söhne (Seyyid Mir Ibrahim Khan und Seyyid Mir Sultan Khan). Alim Khan starb 1944 im Exil in Afghanistan.
Nach der Schlacht um Buchara im Herbst 1920 floh Alim Khan. Nach der Vertreibung Alim Khans wurde das Emirat 1920 zur eigenständigen sowjetischen Volksrepublik Buchara mit Samarkand als Hauptstadt, bevor es 1925 in die Usbekische SSR integriert wurde. Im Osten des Landes hatte der gestürzte Emir mit britischer Hilfe Kämpfer gegen die Sowjetunion gesammelt, wurde aber von der Roten Armee Anfang 1921 wieder nach Afghanistan vertrieben. Ende 1921 dann überschritten seine Anhänger erneut die Grenze und verbündeten sich mit den Basmatschen und Enver Pascha. Enver, von Alim-Khan zum „Oberbefehlshaber der Streitkräfte des Islam und Statthalter des Emirs von Buchara“ ernannt, eroberte tatsächlich Duschanbe und besetzte ganz Ost-Buchara (Tadschikistan), wurde aber im Sommer 1922 von den Sowjets geschlagen.